# Озеро горных духов
«Озеро горных духов» — рассказ Ивана Ефремова, написанный в ранний период его творчества. Основой для произведения послужила картина алтайского художника Г. И. Гуркина, экфрасис позволил герою-геологу обнаружить месторождение ртути. Первая публикация состоялась в журнале «Техника — молодёжи», 1944, № 1, под названием «Тайна горного озера»; в том же году рассказ был напечатан в составе сборника «Пять румбов». С тех пор неоднократно переиздавался.
В советской критике сюжет рассказа приводился как пример научно-прогностической функции фантастической литературы; подчёркивалось, что в районе озера, описанного в произведении, действительно были обнаружены ртутные месторождения, хотя и не столь экзотическим образом.

## Сюжет

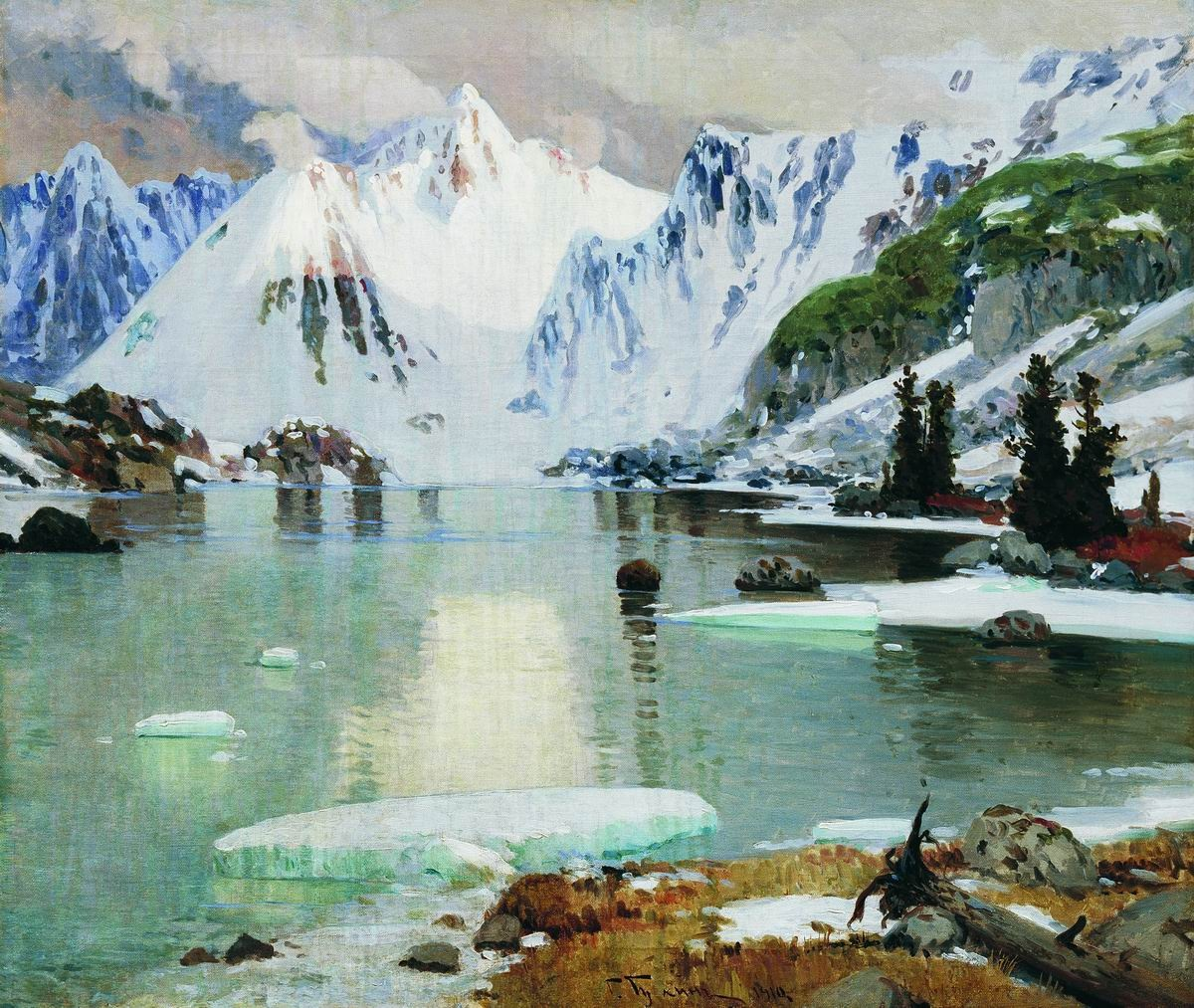
Григорий Гуркин. Озеро горных духов. 1910, холст, масло, 68 × 79 см. Иркутский областной художественный музей им. В. П. Сукачева

В 1929 году главный герой — геолог Владимир Евгеньевич Волохов, — совершал маршрутное исследование хребта Листвяги, в области левобережья верховьев Катуни на Алтае. Там он знакомится с художником Чоросовым, «сердитым стариканом», у которого «картин красивых — гибель». Чоросов рассказывает об Озере горных духов, которое славится своей необычной красотой, но губит тех, кто находится рядом с ним. Чоросов в 1909 году пробыл два дня на озере и написал несколько этюдов и картин. Он испытывал странное жжение во рту, сильную слабость и головную боль, после чего долго болел. Сделанный им на берегу озера этюд послужил мотивом для картины «Дены-Дерь». Пейзажи Чоросова отличались детальной проработкой местности и тонкой передачей цвета (который в районе озера казался неестественным). Через несколько лет после смерти художника, Владимир получает картину «Озеро горных духов». Цветовая гамма, использованная художником, наводит учёного на мысль о месторождении невероятно редкой в природе жидкой ртути, что и подтверждается во время экспедиции на озеро.

## История создания
Иван Антонович Ефремов обратился к литературному творчеству во время эвакуации в Среднюю Азию в 1942—1943 годах, где перенёс тяжёлое заболевание. Вынужденный досуг в Алма-Ате заполнялся, кроме прочего, писательской работой. Первые семь рассказов, датированные 1942 годом, были выстроены в соответствии с авторской концепцией; сам Ефремов вспоминал, что идея написания именно семи рассказов появилась из-за «семи самодельных лампочек», которыми он освещался по ночам.
Некоторые подробности предыстории создания рассказа «Озеро горных духов» И. А. Ефремов поведал в переписке с Е. П. Брандисом и В. И. Дмитревским, которые в начале 1960-х годов работали над его биографией. Знакомство молодого учёного с художником состоялось в 1925 году в Ленинграде, где Г. Гуркин (выведенный под фамилией Чоросов) работал над росписью панно «Монгольский Алтай» для геологического музея к 200-летию Академии наук. Писатель также сообщал о печальной судьбе художника, сгинувшего в ГУЛАГе (Ефремов прямо величает его «концлагерем»), именуя Гуркина «крупнейшим художником Сибири». В личной коллекции Ефремова имелась фоторепродукция картины. Ивану Антоновичу было известно, что Г. Гуркин создал не менее десятка авторских копий картины «Озеро горных духов», одна из которых находилась в академическом санатории «Узкое». Е. Брандису Ефремов сообщал, что на Алтае действительно имеются ртутные месторождения, в том числе найденные после публикации рассказа.

## Литературные особенности
Рассказ целиком построен на экфрасисе. Эта особенность ефремовской стилистики формировалась в самом начале творческой биографии писателя. В предисловии к сборнику рассказов И. А. Ефремов прямо указывал на описанную им картину алтайского художника Г. И. Чорос-Гуркина, а также упоминает ещё две: «Корону Катуни» и «Хан-Алтай». Приведён и словесный портрет самого художника, данный буквально парой предложений, но отражающий все его существенные черты. При описании картины переданы не только все особенности полотна, но и восприятие героя; поэтому собственно описание разделено на две части, точно соответствующие общему впечатлению и последующему внимательному изучению деталей. Три описания озера сильно отличаются друг от друга: впечатления художника — чистого наблюдателя — отличаются от учёного, который придерживается строгих формулировок, передавая ощущения от горного пейзажа и от картины. Изображение многомерно, оно восстанавливается из научного взгляда Волохова и точки зрения художника Чоросова — после трёхкратного описания озера с разных позиций и точек зрения представлена и разгадка тайны, окружающей водоём. Пары́ ртути в солнечных лучах приобретали форму сине-зелёных столбов, которые и воспринимались ойротами и Чоросовым, в частности, как горные духи. Е. Брандис и В. Дмитревский отмечали, что экфрасис определяет всю ткань повествования: без описаний природы и искусства рассказ перестал бы существовать.
В структуре рассказа, как и в других ранних произведениях Ефремова, художник и учёный являются двойниками друг друга. В первом издании 1944 года художника называют по имени — Григорий Иванович, — но в последующих переизданиях он упоминался только по фамилии Чоросов. В составе сборника «Пять румбов» был обрамляющий сюжет, согласно которому в страшный военный год друзья старого капитана морского плавания рассказывают после бомбардировки Москвы всё самое интересное и загадочное, что произошло в их жизни. Волохов описывался как сибиряк, «здоровяк с круглым монгольским лицом»; из этого понятно, что Чоросов полная его противоположность: «подвижный, суховатый бритый человек с запавшими щеками на монгольском лице». Двойничество проявляется также на уровне стиля речи и самоописаний. Волохов ставит себе в заслугу различение понятий «ощущение» и «понимание», тогда как Чоросов свою заслугу видит «в правильном выражении сущности впечатления». Однако при личной встречи они меняются местами, и Чоросов демонстрирует геологу редкостный дар наблюдателя. Искусство и наука, по Ефремову, — это две стороны одной медали: начинается рассказ возвеличиванием разума и трезвого анализа, а заканчивается благодарностью художнику, искателю души гор, открывшему в красках богатство Озера горных духов.

## Издания
- Озеро Горных Духов // Пять румбов: Рассказы о необыкновенном / Рис. И. Француза. — М. : Молодая гвардия, 1944. — С. 36—55.
- Озеро Горных Духов // Алмазная труба: Рассказы. — М. : Правда, 1946. — С. 5—18. — 60 с. — (Библиотека «Огонёк»; №42).
- Озеро Горных Духов // Рассказы / Рис. В. Коновалова. — М. : Молодая гвардия, 1950. — С. 31—48. — 184 с.
- Озеро Горных Духов: [Рассказы] / Рис. В. Таубера.. — М.—Л. : Детгиз, 1954. — 128 с.
- Озеро Горных Духов // Великая Дуга: Повести и рассказы / Рис. Н. Гришина; Оформление Л. Подольского. — М. : Молодая гвардия, 1956. — С. 493—510. — 744 с. — (Библиотека научной фантастики и приключений).
- Озеро Горных Духов // Сочинения: В 3 томах / Сост. С. Г. Жемайтис; Худ. В. Максин. — М. : Молодая гвардия, 1975. — Т. 1: Рассказы. — С. 64—79. — 512 с.
- Озеро Горных Духов // Собрание сочинений: В 5 томах / Худ. Р. Авотин. — М. : Молодая гвардия, 1986. — Т. 1: Научно-фантастические рассказы. — С. 63—79. — 576 с.
- Озеро Горных Духов // Собрание сочинений: В 6 томах / Худ. Давид Шимилис. — М. : Советский писатель, 1992. — Т. 1: Рассказы. — С. 63—78. — 544 с. — ISBN 5-265-02735-1.
- Озеро горных духов: [Рассказ] // Сердце змеи: Повести, рассказы / Рис. В. Таубер. — М. : Оникс 21 век, 2001. — С. 39—58. — 288 с. — (Золотая библиотека). — ISBN 5-329-00269-9.
- Озеро Горных Духов // Звёздные корабли: [Сборник] / Сост. Андрей Синицын; Обложка Лео Хао. — М. : Эксмо, 2007. — С. 40—54. — 496 с. — (Отцы-основатели: Русское пространство). — ISBN 978-5-699-23859-0.
- Озеро Горных Духов // Бухта радужных струй: Избранные рассказы / Рис. А. Иткина, В. Коновалова. — М.: : Престиж Бук, 2017. — С. 78—98. — 656 с. — (Ретро библиотека приключений и научной фантастики). — ISBN 978-5-371-00641-7.